# Ras ben Sakka

Lägeskarta.

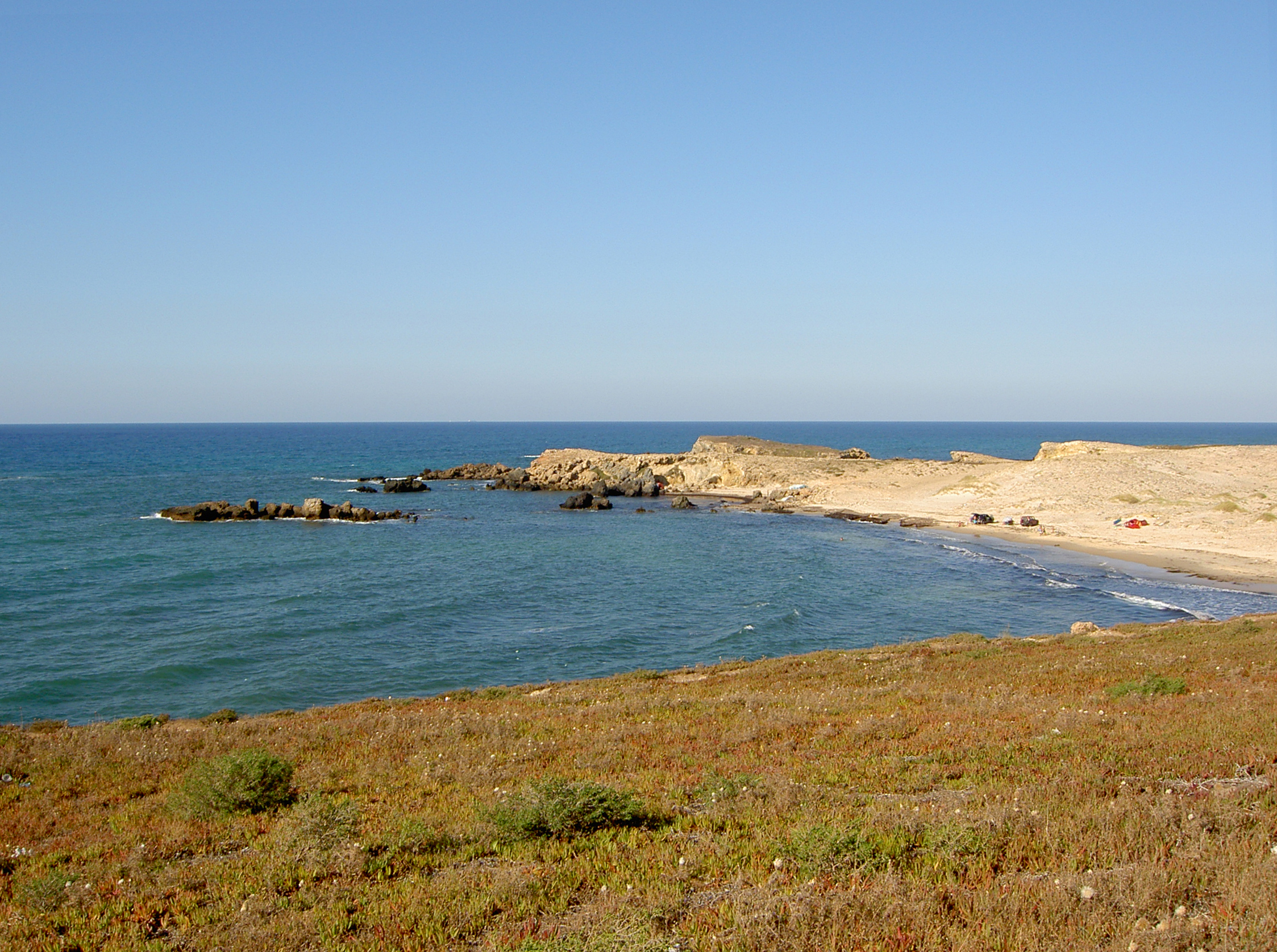
Kap Angela med udden Ras ben Sakka.

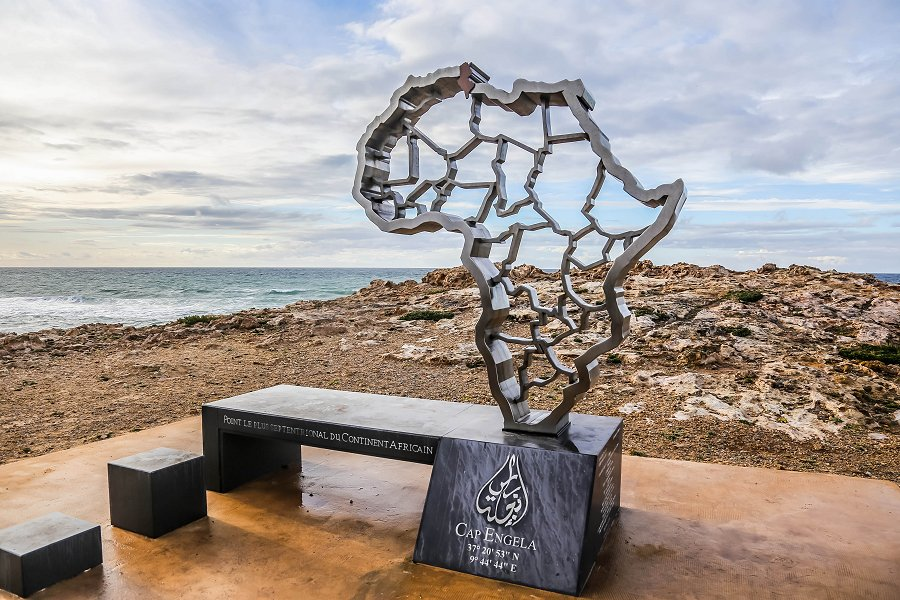
Minnesmärke vid Ras ben Sakka.

Ras ben Sakka (arabiska الرأس الأبيض, ras Ibn Sikka, även Ras Rhirane, Ras Angela och Cape Engela), "Kap ben Sakka", är en udde i guvernementet Bizerte i norra Tunisien. Udden är den nordligaste platsen både på Tunisiens och Afrikas fastland och är en av världens yttersta platser. Den nordligaste punkten i världsdelen Afrika är ögruppen Îles des Chiens, också i Tunisien.

## Geografi
Ras ben Sakka ligger längst ut på den lilla halvön Ras Angela (Kap Angela) cirka 15 km nordväst om staden Bizerte vid Medelhavet och cirka 22 km nordöst om världsarvet Ichkeulsjön. Cirka 1 km väster om Ras ben Sakka ligger udden Ra's al-Abyad (Cap Blanc).
Vid udden står den 49 meter höga fyren "Ras Enghela".
Förvaltningsmässigt utgör udden en del av distriktet Bizerte Sud (mutamadiyat, fr: délégation) i guvernementet (wilayāt, fr: gouvernorat) Bizerte.

## Historia
Området kallades tidigare "Ras Rhirane".
Fyren "Ras Enghela" byggdes åren 1880 till 1890 och är Afrikas nordligaste.
Udden Ra's al-Abyad ansågs länge vara den nordligaste platsen i Tunisien, men 2014 fastslog landets turistdepartement att Ras ben Sakka ligger cirka 30 meter längre norrut i landet.